# Sam Clemmett
Sam Clemmett (Norwich, 1º ottobre 1993) è un attore britannico, attivo in campo cinematografico, teatrale e televisivo.

## Carriera
Ha debuttato nel 2021 in un episodio deDopo essersi unito alla National Youth Theatre, Sam Clemmett ha debuttato sulle scene londinesi nel 2011 in una produzione teatrale di Il signore delle mosche in scena al Regent's Park Open Air Theatre. Ha recitato anche in altre opere teatrali, tra cui Accolade (2014), Peter Pan della Royal Shakespeare Company (Stratford-upon-Avon, 2015) e Harry Potter and the Cursed Child (Londra, 2016; Broadway, 2018).

## Filmografia

### Cinema
- Survivor, regia di James McTeigue (2015)

### Televisione
- Doctors - soap opera, 1 episodio (2013)
- Holby City - serie TV, 1 episodio (2014)
- The Musketeers - serie TV, 1 episodio (2016)
- La regina Carlotta: Una storia di Bridgerton - miniserie TV, 6 episodi (2023)

## Doppiatori italiani
Nelle versioni in italiano delle opere in cui ha recitato, Sam Clemmett è stato doppiato da:
- Gabriele Patriarca in La Regina Carlotta: Una storia di Bridgerton